# Filip Pierzchalski
Filip Pierzchalski – polski politolog, doktor habilitowany nauk społecznych, adiunkt na Wydziale Nauk Politycznych i Studiów Międzynarodowych Uniwersytetu Warszawskiego (WNPiSM). Specjalista w zakresie metodologii badań politologicznych i teorii polityki. 

## Kariera naukowa
W 2003 r. ukończył studia na kierunku politologia na ówczesnej Akademii Bydgoskiej im. Kazimierza Wielkiego. W dniu 14 grudnia 2008 r. uzyskał stopień doktora nauk humanistycznych w zakresie nauk o polityce na Wydziale Nauk Politycznych Akademii Humanistycznej im. Aleksandra Gieysztora w Pułtusku na podst. pracy Podmiotowość polityczna w perspektywie indywidualistycznej i holistycznej, której promotorem był Mirosław Karwat. 20 maja 2014 r. uzyskał na Wydziale Politologii i Studiów Międzynarodowych Uniwersytetu Mikołaja Kopernika w Toruniu stopień doktora habilitowanego nauk społecznych w dyscyplinie nauk o polityce na podst. dorobku naukowego i pracy Morfogeneza przywództwa politycznego. Pomiędzy strukturą a podmiotowością sprawczą. 
Był profesorem uczelni Uniwersytetu Kazimierza Wielkiego w Bydgoszczy (UKW), gdzie wykładał w Instytucie Nauk Politycznych. Po przejściu na UW został adiunktem w Katedrze Teorii Polityki i Myśli Politycznej WNPiSM. Był promotorem doktoratu Joanny Wieczorek-Orlikowskiej, obronionego w 2018 r. na UKW. 
Jest członkiem Polskiego Towarzystwa Nauk Politycznych. 